# Llac Maggiore
El llac Maggiore (en piemontès Lagh Magior o Verban, en llombard occidental Lagh Maggior o Verbano, en italià Lago Maggiore o lago Verbano, en alemany Langensee, en llatí Lacus Verbanus) és un llac d'Itàlia i Suïssa, el més occidental dels tres llacs prealpins i el segon més gran després del llac Garda.

## Morfologia
El llac Maggiore es troba a una altitud d'uns 193 msnm, té una superfície de 212 km² dels quals gairebé el 80% pertany al territori italià i el 20% restant al territori suís. Té un perímetre de 170 km i una amplada de 64,37 km (la mida més gran de tots els llacs italians); la llargada màxima és de 10 km mentre que la mitjana està en 3,9 km. El volum d'aigua contingut equival a 37,5 milions de m³ i es calcula que té un temps teòric de renovació total del voltant dels 4 anys. La conca hidrogràfica és molt gran, d'aproximadament 6.598 km² dels quals 3.229 km² estan en territori italià i 3.369 km² en territori suís (la relació entre la superfície del llac i la seva conca és de 31,1). L'altitud màxima de la zona de captació és el pic Dufourspitze que està al massís del Mont Rosa (4.633 msnm) i la mitjana és de 1.270 msnm. La conca hidrogràfica està caracteritzada per l'existència d'una trentena d'envasaments artificials que retenen uns 600 milions de m³ d'aigua, que si s'alliberessin tots alhora elevarien el nivell del llac uns 2,5 m. La màxima profunditat és d'uns 370 m i en la criptodepressió que hi ha entre Ghiffa i Porto Valtravaglia només fa 177 m.
Els afluents del llac són el Ticino, la Maggia, el Toce (que rep les aigües del torrent Strona i les del llac d'Orta) i la Tresa (que és un riu procedent del llac de Lugano i alimentat a més pel torrent Margorabbia). Els principals aportadors d'aigua tenen cabals irregulars, mentre que el Ticino i el Toce, que tenen una recollida d'aigües en altes cotes, arriben al cabal màxim en el període comprès entre el maig i l'octubre, coincidint amb la fosa de neu de glaceres, els altres afluents tenen una tendència fortament influenciada per les precipitacions. Afluents menors són els rius Verzasca, Cannobino, Sant Bernardino, San Giovanni, Giona i Boesio. L'única sortida des del llac Maggiore és el Ticino, que flueix en direcció a Sesto Calende. A poca distància, a la riba nord-est, hi ha el llac Delio, amb el qual no comunica.

## Geologia
L'origen del llac Maggiore és en part glacial i n'és testimoni la disposició els turons formats per dipòsits de morrenes, però es dona per acceptat que l'erosió feta per la glacera es va fer sobre una preexistent vall fluvial, en el perfil del llac s'observa la típica forma en V de les valls fluvials, per tant, també és de tipus erosiu.
D'aquesta zona se n'extreu un tipus de roca conegut amb el nom de "granit rosa de Baveno", emprat en construcció i decoració. Un altre tipus de roca que se'n troba és la "pedra d'Angera", molt emprada en l'antiguitat clàssica i en l'edat mitjana. les pedreres de "roca calcària de Calde" han proporcionat la matèria primera per a la calç que es va fer servir en la construcció d'edificis a la Llombardia i el Piemont, gràcies a la facilitat de transport en vaixell a través del llac, abans de fer-se la carretera a través de Milà.

## Clima

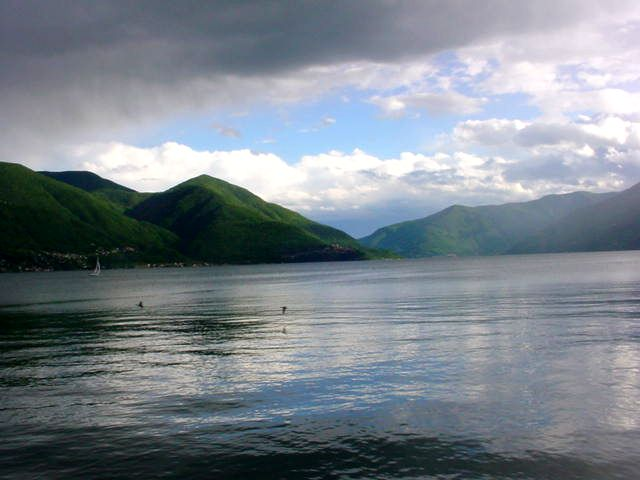
El llac vist des d'Ascona

La zona del llac Maggiore es caracteritza per tenir hiverns freds, però més suau que els territoris propers i moderadament nivós (amb acumulacions mitjanes de 10 cm per cada nevada i, de vegades fins i tot superior als 30 cm, però que poden arribar a un màxim de 50 cm). Els estius són moderadament càlids, humit i amb tempestes. La temperatura mitjana del gener se situa en els 2 °C, amb pics de 3 graus a la banda nord del vessant nord del golfo Borromeo (a causa del major nombre d'hores d'exposició al sol). Les temperatures nocturnes poden descendir per sota dels 0 graus, fins al -10, però molt rarament per sota d'aquest valor. A l'estiu la temperatura mitjana s'enregistra a l'entorn dels 22 °C, amb pics diürns que rarament superen els 32 graus. Cap a l'interior de les valls les temperatures es fan de mica en mica més rígides. La zona és molt plujosa i, de vegades, sobretot a la primavera i la tardor, es poden donar episodis d'inundacions. La temperatura de les aigües superficials (fins a 2 metres de fondària) assoleixen pics a l'hivern de 5-6 graus, i a l'estiu es pot arribar a una mitjana de 22 a 24 graus.
Igual que tots els llacs prealpins, el llac Maggiore és travessat, especialment a l'estiu, per dos tipus de vents dominants, un que bufa al matí des de les muntanyes cap a les planes (conegut amb el nom de moscendrino perquè procedeix de les Muntanyes Ceneri, i també se l'anomena tramuntana) i un altre vent que bufa des de les planes cap a les muntanyes, especialment durant la tarda (anomenat inverna). Aquests vents constants fan dels llacs prealpins un excel·lent lloc per practicar esports com la vela i el surf de vela. Hi ha punts particulars, sobretot a la part superior, on les muntanyes s'estrenyen fins a formar una estreta vall a través de la qual aquests vents bufen molt fort.
Un altre vent típic d'aquest llac és el que en diuen invernone, que bufa des del sud-oest i porta la tempesta; però el més intens és des del nord-est, que és molt perillós perquè remou una gran part del llac; el valmaggino en canvi bufa lleugerament procedent de les valls de Locarno, i el mergozzo bufa especialment a la nit, des del nord-oest.

## Illes

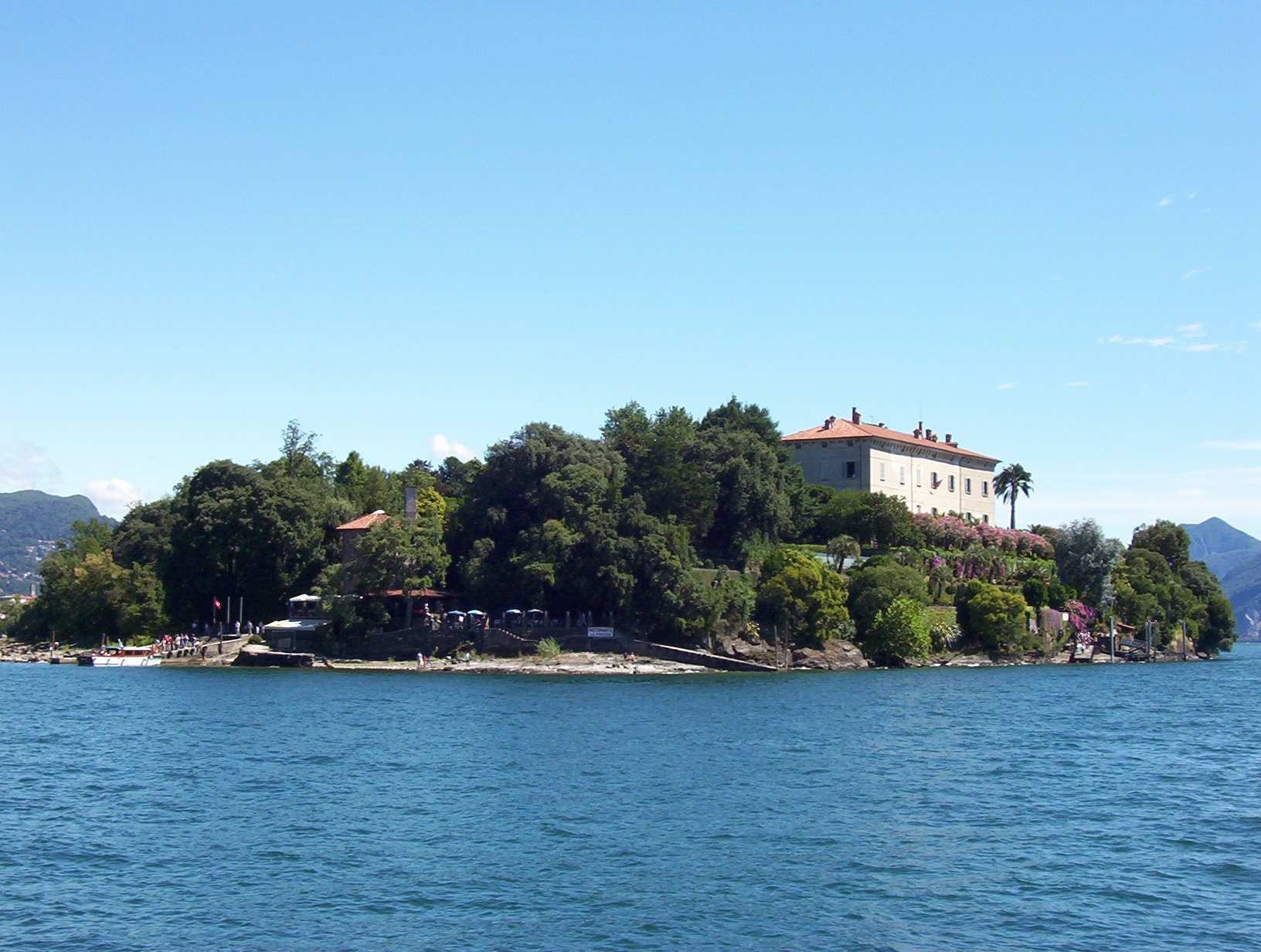
Illa Mare

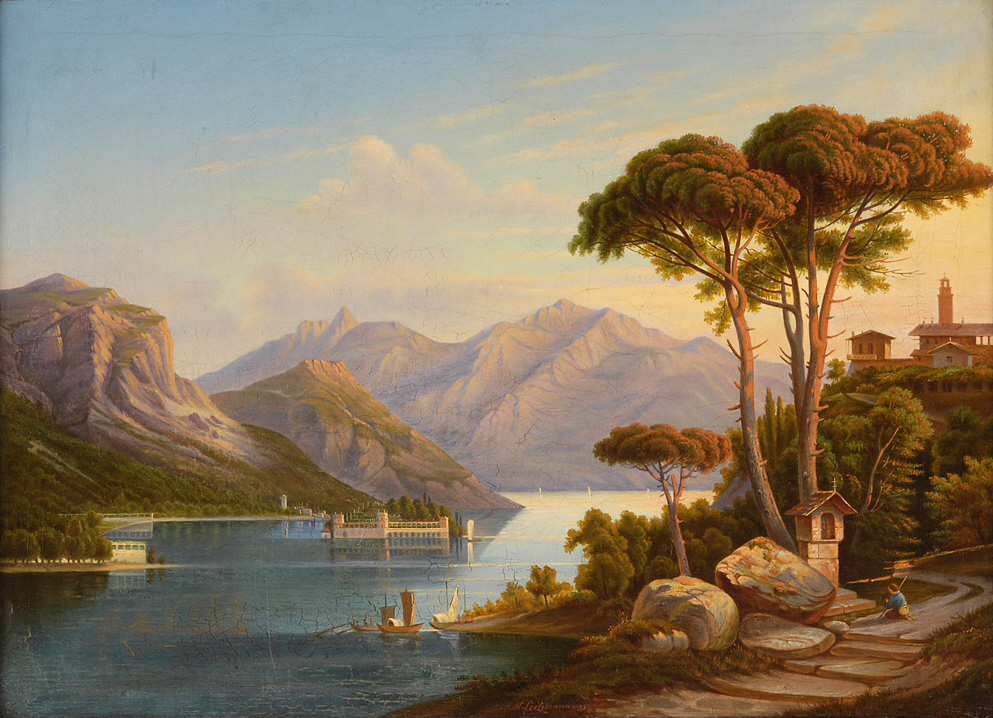
Pintura de J. M. Leitzmann, 1851, retratant l'illa Bella

Al llac hi ha illes de mides diverses. Les principals es divideixen en 8 del Piemont, 2 de Suïssa i una de la Llombardia. Set estan agrupades en dos arxipèlags: el Borromeu i el Brissago, mentre que dues no pertanyen a cap agrupació.
arxipèlag Borromeu
- Illa Bella
- Illa Mare
- Illa dels Pescadors (o Illa Superior)
- Illa de Sant Joan
- Illa (o illot) de la Malghera

arxipèlag Brissago
- Illa de Sant Pancraç (o Illa Gran)
- Illa de Sant Apol·linar (o Illeta)

Illa Castelli di Cannero
Illeta Partegora
Davant de la costa de Cannero Riviera es troben tres esculls anomenats Castelli di Cannero. L'escull més gran està totalment ocupat avui dia per la construcció bèl·lica dita Vitaliana, fortalesa encarregada pel comte Ludovico Borromeo el 1518. L'escull menor, sobre el qual estan les ruïnes de les anomenades "presons", però que en realitat es tracta d'una torreta amb un canó. Al tercer escull, el menor, dit del "Melgonaro", hi creixia una planta, ara extinta, que ha fascinat als poetes: Piero Chiara, Marco Costantini, Carlo Rapp.
La illeta de sant Joan, situada davant la costa de Verbania, és famosa perquè va ser al segle xvii la residència anomenada Palazzo Borromeo del director d'orquestra Arturo Toscanini. L'illa de la Malghera també anomenada isole delle Bambole («Illa de les Nines»), està entre la Bella i la dels Pescadors, al petit golf d'Angera.

## Flora
Per definir la flora del llac Maggiore es fa servir sovint el terme flora insubrica. La flora està força influïda per la conca hidrogràfica, que ha permès la proliferació de plantes típicament mediterrànies i també de plantes originàries de les zones atlàntiques que prefereixen una composició del terreny rica en roques silícies. Hi creixen llimoners, olivers i llorers. Prosperen algunes acidòfiles: camèlia, azalea, rododendre i magnòlia que creixen als jardins de les vores del llac. La vegetació espontània està composta per teix, grèvol i castanyers.
A Verbania hi ha un jardí botànic anomenat Villa Taranto. En un llogaret del municipi de Stresa, anomenat Alpino, hi ha un altre jardí botànic que es diu Giardino Botanico Alpinia.

## Fauna
Al llac hi ha dues espècies de coregonus: el coregonus oxyrinchus i, menys comú, coregonus lavaretus. Tots dos viuen en aigües profundes i s'apropen a la riba només durant la temporada de posta d'ous a començaments de desembre. També s'hi troben l'Alosa agone, la perca, el lluç de riu, la squalius squalus, la lota, l'anguila i l'ombrívol.
El llac és la llar de nidificació de diverses espècies d'aus aquàtiques, també representa un important corredor d'aus migradores per ser un lloc on fan un descans i s'alimenten abans de reprendre el vol. Per exemple: la serreta gran, el cigne mut, cabussons, gavines, làrids, corbs marins i ànecs.

## Fets històrics
En l'època en què es va retirar el gel per formar-se el llac la zona dels voltants estava habitada per grups nòmades, que utilitzaven l'indret com a font d'aprovisionament de caça.
En el període del calcolític s'hi va iniciar la construcció dels primers nuclis habitats a prop del llac i des d'aquell moment es va donar una lenta consolidació de glups sedentaris d'habitants.
La zona va estar controlada en els períodes successius pels lígurs que van avançar fins a algunes zones de l'actual Llombardia, però que més endavant, amb l'arribada de tribus celtes, es van replegar cap a la part occidental del seu territori.
Entre aquests celtes, dominaren sobre el territori lacustre els taurins fins a l'expansió dels romans que van incloure la Llombardia i el Piemont com a províncies del seu imperi. Aquests l'anomenaven "Verbanus Lacus" i també "Lacus Maximus" (nom atribuït avui dia al poeta Virgili) i va restar dins l'Imperi Romà fins a la seva fragmentació en època de les invasions bàrbares.
A partir de l'edat mitjana, a la vora del llac s'hi van construir castells i en la seva rodalia es van crear poblacions. En aquest període, l'àrea del voltant del llac, així com nombrosos territoris relacionats amb Milà, van ser possessió de diverses famílies nobles com els Della Torre, els Visconti, la casa regnant dels Habsburg des del 1713 i, en particular, la família Borromeo, que va tenir enorme influència durant molts anys en el Llac Maggiore, a partir de l'adquisició del féu d'Arona el 1445; altres famílies nobles lligades al territori des de l'edat mitjana van ser els Besozzi, els Sessa, els Luini i els Capitanei Locarno.
La tardor del 1943 al llac es va patir l'episodi conegut amb el nom de l'holocaust del llac Maggiore. Va ser el primer extermini jueu impulsat pel règim nazi alemany que va tenir lloc a Itàlia i el segon en nombre de víctimes (almenys 57 verificades) després del d'Ardeatine; hi van haver nou ciutats involucrades, en aquell temps pertanyents a la província de Novara (ara dividida en les províncies de Novara i Verbania).

## Navegació pel llac

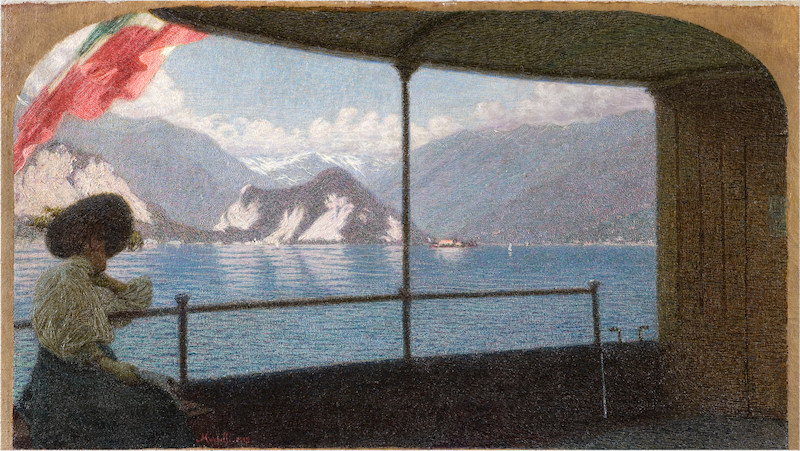
Pintura d'Angelo Morbelli, 1915: Vaixell sobre el Llac Maggiore

Al Museu de l'illa Bella es conserva una piragua prehistòrica que es va trobar a prop d'Ispra i és una prova que el llac ha estat navegat des de temps antics.
Els transbordadors de línia regular es van iniciar el 1825 amb la creació de l'empresa "Lombardo-Sardo-Ticinese" per la navegació al llac Maggiore, que el 1826 va posar en marxa el primer vaixell de vapor anomenat Verbano. El 1853 es va afegir una segona empresa, la "Lloyd austríac", amb el vaixell Taxis. L'empresa Lombardo-Sardo-Ticinese va fracassar el 1853 i va vendre els vaixells al govern del Regne de Sardenya. Durant la Guerra d'Independència (1859), els vaixells de vapor estaven armats i també hi va haver enfrontaments al llac (l'austríac Radetzky va ser seriosament danyat per les poblacions insurgents) i finalment van trobar refugi en aigües neutrals a Suïssa. La "Lloyd austríac", va fracassar, va vendre els seus vapors al govern suís, que els va donar al govern de Sardenya.
En 1867 la propietat dels vaixells que es passen a la nova societat "Innocent Mangili" a Milà, que des de 1876 fins a 1909, durant el període de la Belle Epoque, posada en servei vuit grans vaixells de saló amb rodes i, fins a 1914, cinc hèlix. En 1896, la Guàrdia Reial de Finances va assignar una petita flotilla de torpederos a Cannobio; Aquest mateix any un d'ells, la llagosta, es va enfonsar en una tempesta amb tota la seva tripulació.

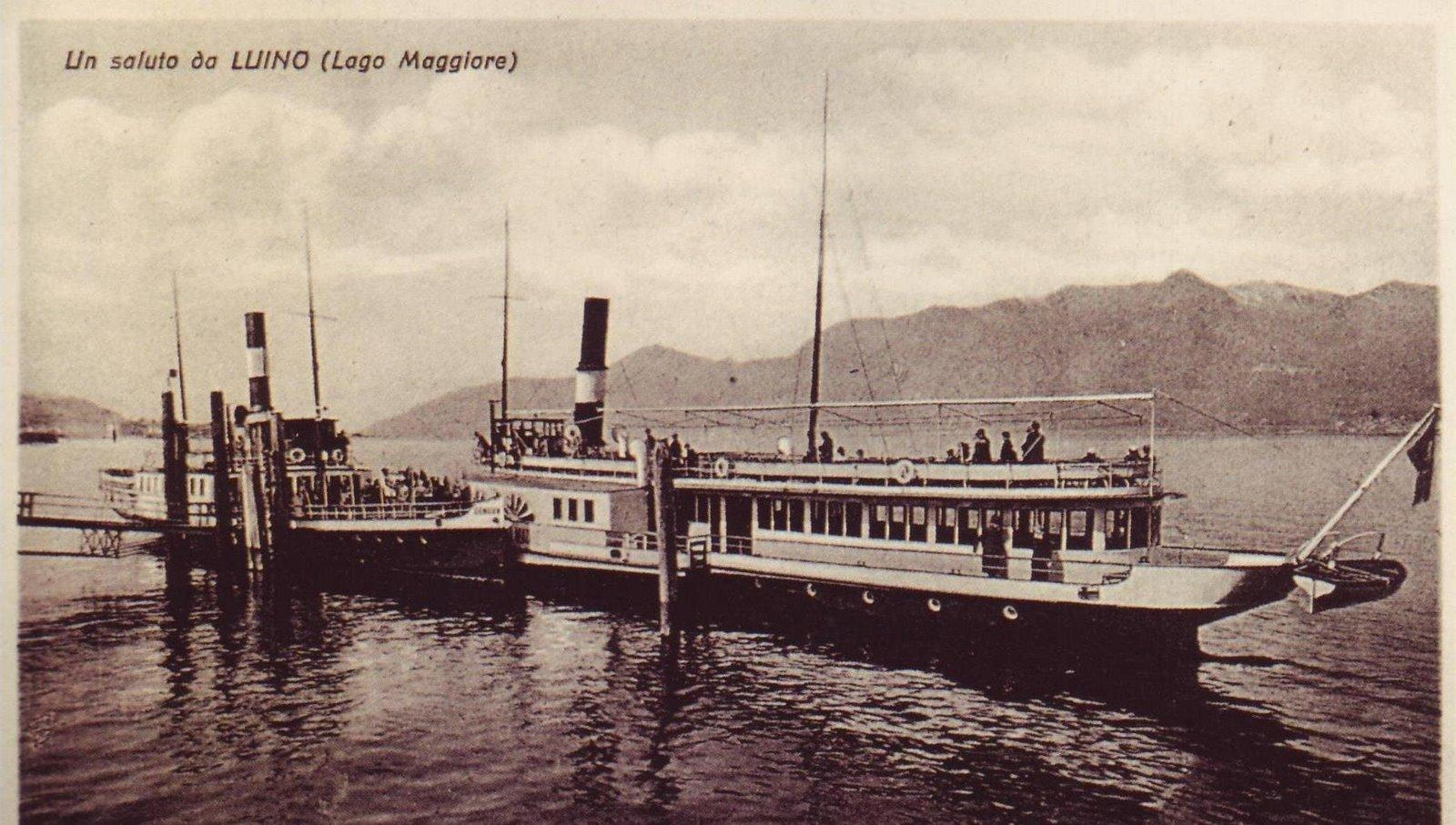
El vapor Genova (a l'esquerra) i el Regina Madre davant la costa de Luino.

El 1867 la companyia "Innocente Mangili" de Milà va posar vaixells sobre el llac fins al 1914. El 1896, la Guàrdia Reial de Finances va assignar una petita flotilla de torpeders a Cannobio; aquest mateix any un d'ells, la Locusta, es va enfonsar en una tempesta amb tota la seva tripulació.
Durant la Primera Guerra Mundial la companyia Mangili i els seus vaixells van passar a ser gestionats pel govern amb resultats desastrosos; el 1923 finalment es va autoritzar a la "Società Subalpina Imprese Ferroviarie" a implementar una renovació dràstica de la flota: es van demolir tots els vapors excepte 6 i altres dos que van ser reequipats amb motors dièsel i, a més, es van construir deu noves embarcacions de motor. El 1929 va començar el servei de transport per ferri des de Sant Cristòfor. El 1938 aquesta companyia va obrir el servei cap a la conca suïssa.
En la Segona Guerra Mundial van haver atacs aeris aliats que van enfonsar, entre el 25 de setembre i 26 de setembre de 1944, els vaixells de vapor Gènova, Milà i Torí. En els dos primers casos, van haver, respectivament, 34 i 26 morts. En altres atacs van ser danyades les motonaus Monfalcone i Magnolia. El 16 d'abril del 1948 la gestió dels vaixells va passar al govern, que va construir diversos vaixells nous (els primers punts de servei comptaven amb un hidroplaà el 1953) i el 1956 van ser comprats per la flota suïssa.
Actualment la flota de passatgers són de l'empresa Navigazione Llac Maggiore i es compon de més d'una trentena d'unitats de vapors, llanxes, vaixells, catamarans i hidroplans. Tot i així la flota segueix creixent, de fet el desembre del 2013 una llanxa de 460 passatgers es va estrenar.

## Municipis
Els municipis que limiten amb el llac són:
| - Arona - Baveno - Belgirate - Cannero Riviera - Cannobio - Castelletto sopra Ticino - Dormelletto - Ghiffa - Lesa - Meina - Oggebbio - Stresa - Verbania-Intra - Verbania-Pallanza | - Angera - Besozzo - Brebbia - Brezzo di Bedero - Castelveccana - Germignaga - Ispra - Laveno-Mombello - Leggiuno - Luino - Monvalle - Maccagno - Pino sulla Sponda del Lago Maggiore - Porto Valtravaglia - Ranco - Sesto Calende - Tronzano Lago Maggiore | - Ascona - Brissago - Caviano - Gerra (Gambarogno) - Locarno - Magadino - Minusio - Muralto - Piazzogna - Ronco sopra Ascona - San Nazzaro - Sant'Abbondio - Tenero-Contra - Vira (Gambarogno) |

## Edificis

### Castells

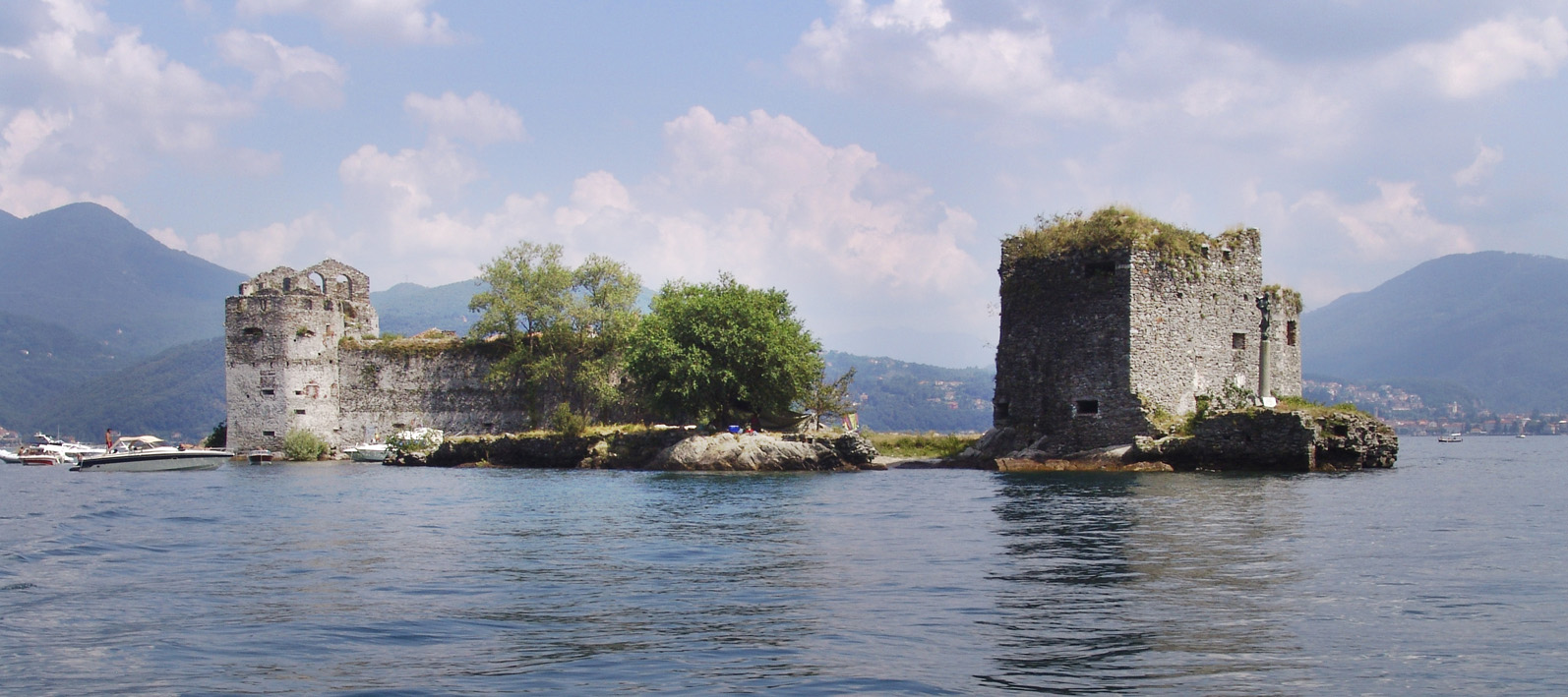
Castells de Cannero

- Castells de Cannero, situats als illots entre la ribera de Cannero i Luino, van ser construïts entre l'any 1200 i el 1300.
- Castell de Massino Visconti, primera fortalesa edificada pels Visconti, fou demolit pel marques del Monferrato i reconstruït entre el 1548 i el 1555.
- Castell Visconti de Locarno, erigit al segle xiii per la família Visconti, fou destruït i reconstruït diverses vegades.
- Rocca di Arona, una fortalesa fundada pels longobards, va passar després pels Visconti i els Borromeo, hi va nàixer el 1538 Carles Borromeo.
- Rocca Borromea di Angera, una fortalesa destacada ja en època romana, que va ser possessió dels longobards, actualment és el museu de les nines.[7]
- Rocca di Caldè, erigida a Caldè, un districte del municipi de Castelveccana. Durant segles, va pertànyer als arquebisbes de Milà, al segle xiii va ser lliurada en féu a la família Sessa, uns nobles d'origen llombard; es poden visitar algunes restes.
- Torre Imperial, símbol de l'antiga presència de la família Mandelli a Maccagno, era emprada com a torre de vigilància i defensa del territori.

### Palaus
- Palaus Borromeo de l'Illa Mare i de l'Illa Bella, antigues residències de la família Borromeo al Llac Maggiore.[7]
- Vil·la Ducal Sorge a Stresa, a prop del centre històric, feta construir per la família Bolongaro fou també propietat del filòsof Antonio Rosmini.
- Vil·la Faraggiana, es troba al municipi de Meina, va ser primer un museu zoològic i després orfenat i residència per a convalescets.
- Vil·la Giulia, al municipi de Verbania, construïda el 1847 per Bernardino Branca.
- Vil·la Pallavicino, a Stresa, actualment un parc zoològic.[8]
- Vil·la Ponti, esplèndida mansió del segle xviii al centre històric d'Arona.
- Vil·la Treves, costruita a Belgirate, ospitò tra gli altri Gabriele D'Annunzio e Giovanni Verga.
- Vil·la Rusconi-Clerici, a Verbania, possessió de Stefano Türr, Ferdinando Biffi i el comte Rusconi-Clerici.
- Vil·la San Remigio, situada a prop dels jardins de la Vil·la Taranto, construïda en estil barroci renaixentista.
- Vil·la Taranto, edificada en estil franco-normad per Augusto Guidini i és seu d'un jardí botànic.[9]
- Vil·l'Emden, sobre l'illa Sant Pancraç, a Brissago, feta construir pel comerciant luxemburguès Max Emden.

## Espais naturals

### Jardins

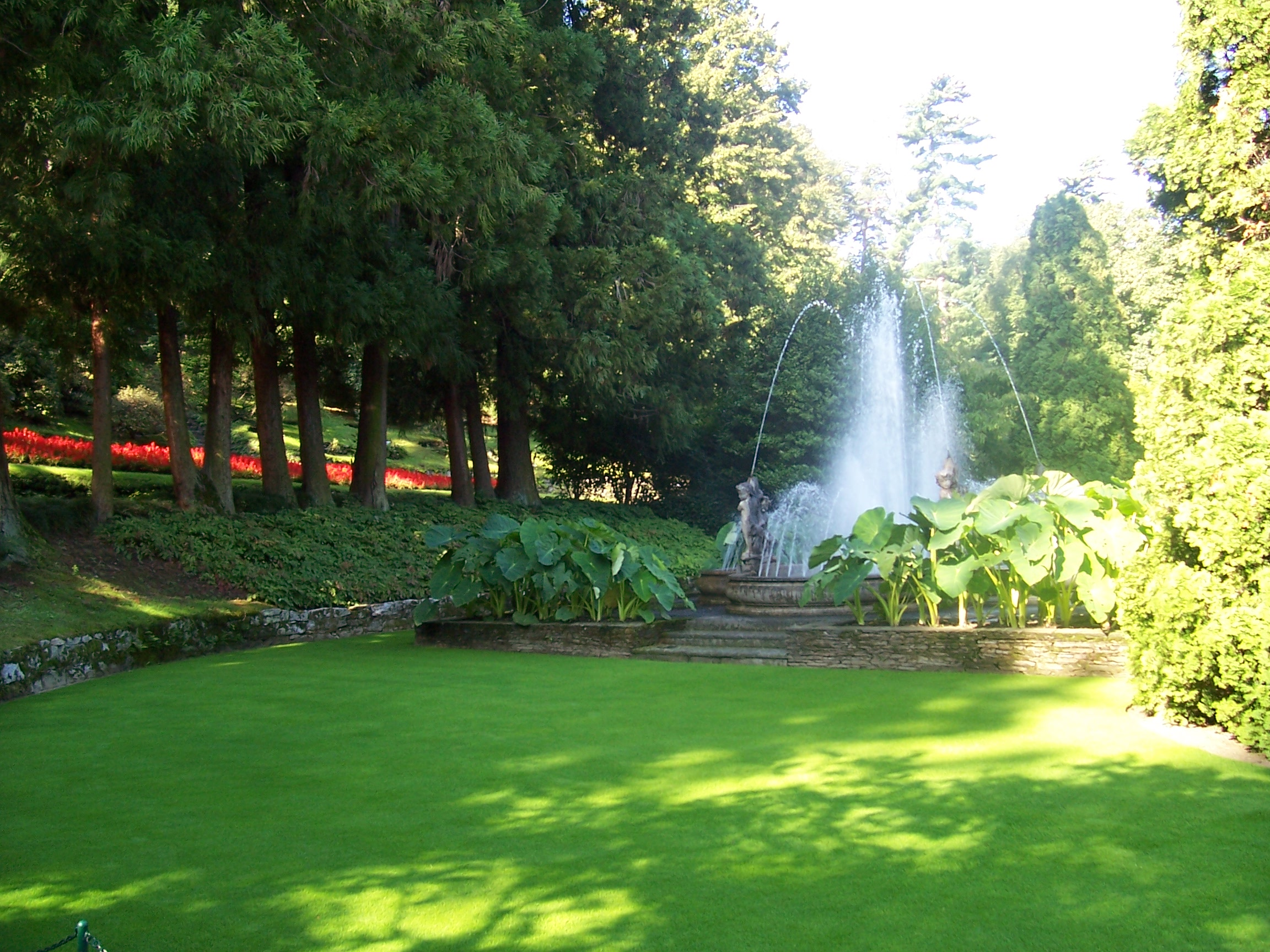
Vista de la font del jardí botànic de Vil·la Taranto

- Jardí botànic Alpinia, està sobre els turons del municipi d', té uns 40.000 m², amb vistes al llac Maggiore i a les illes Borromees.
- Jardí botànic de Vil·la Taranto, té unes 20.000 varietats de plantes.
- Jardins de l'illa Bella, un jardí d'estil barroc italià.[8]
- Jardí botànic de l'Illa Mare, d'estil anglès, té unes 8 hectàrees.[8]
- Parc botanic de l'Illa de Sant Pancraç, a pocs quilòmetres d'Ascona i Brissago.
- Parc de le Camèlies, a Locarno, amb més de 500 varietats de camèlies en un espai de 5.000 m².
- Parc de Vil·la Bernocchi, amb 60.000 m², es troba a Premeno.
- Parc de Vil·la De Angeli Frua, visitable a Laveno-Mombello, on hi ha plantes centenàries.
- Parc de Vil·la Fedora, a Baveno.
- Parc zoològic de Vil·la Pallavicino, a Stresa, on viuen més de 40 espècies d'animals exòtics en un terreny de gairebé 20 hectàrees.

### Parcs naturals protegits
- Parc nacional de la Val Grande, la vall no habitada més gran d'Itàlia.[10]
- Parc natural dels Lagoni di Mercurago, de rellevància ambiental i arqueològica.[11]
- Parc natural de la Vall del Ticino, declarada reserva de la biosfera per la UNESCO, inclou la banda fluvial dels afluents del llac.[11]
- Reserva natural especial dels canyissars del Dormelletto.[11]
- Reserva natural especiale Fondo Toce, que inclou el canyissar més ample del llac, punt de pas d'ocells migratoris.[11]
- Bolle di Magadino, àrea protegida que comprèn la part més al nord del llac, en territori suís.[12]
- Reserva natural especial del Sacro Monte della Santissima Trinità di Ghiffa.

## Altres llocs d'interès

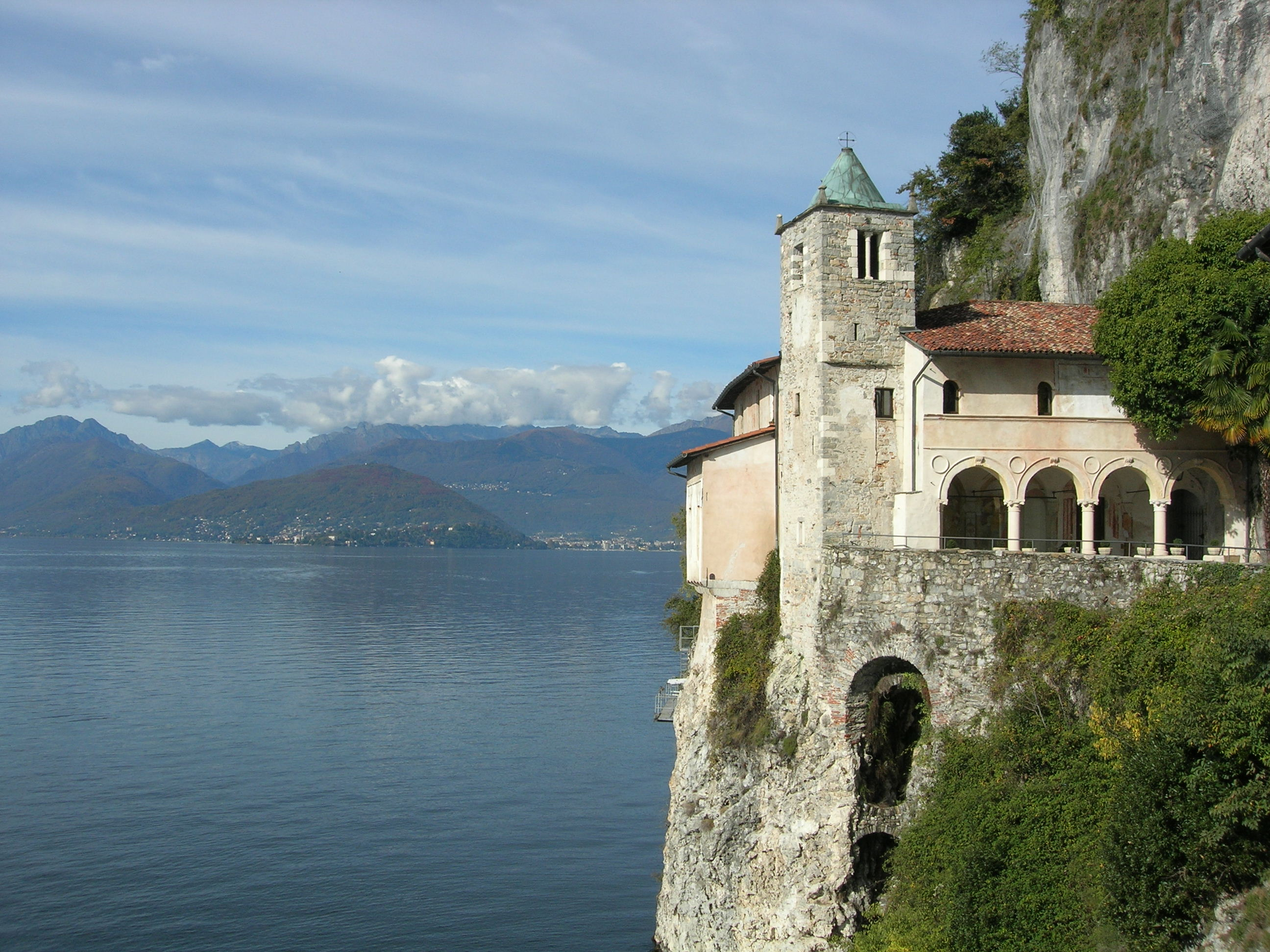
L'ermita de Santa Caterina del Sasso.

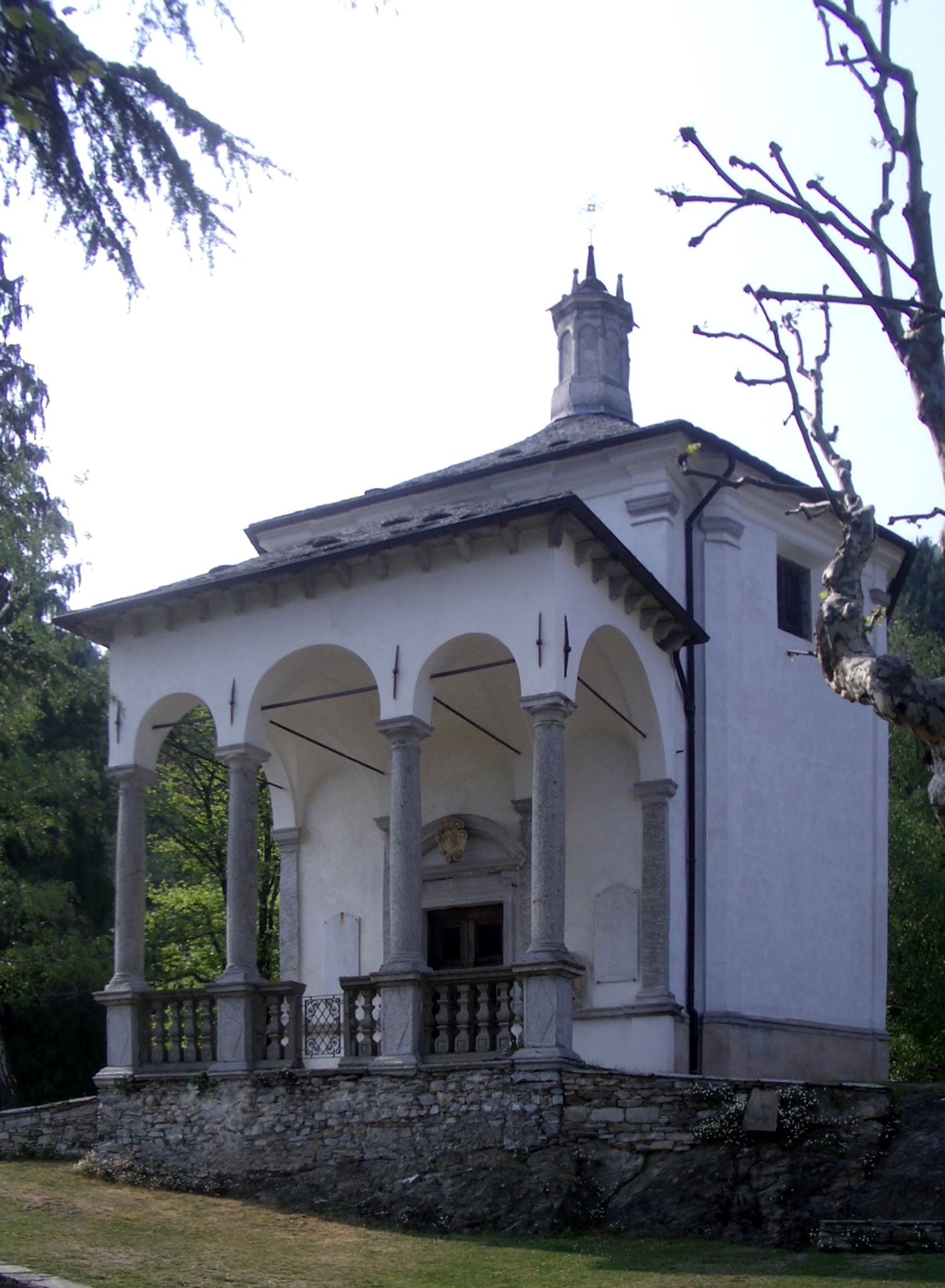
Capella al Sacro Monte di Ghiffa

- Ermita de Santa Caterina del Sasso, un antic monestir dominicà del municipi de Leggiuno.[13]
- El Sacro Monte di Ghiffa. Dins d'aquest parc natural hi ha algunes construccions religioses.
- El Santuari de la Mare de Déu del Sasso
- El Colosso de Sant Carles Borromeo, una estàtua de 35 m dedicada a aquest sant.
- El Mottarone', estació d'esquí.
- L'Astrovia di Locarno. Una reproducció fidel a escala del sistema solar, que s'estén per uns 6 km.